# Encarnação do Demônio
Encarnação do Demônio és una pel·lícula de terror brasilera de 2008 dirigida i protagonitzada per José Mojica Marins. És la tercera entrega de la seva trilogia Coffin Joe, amb Marins repetint el seu paper de Zé do Caixão. La pel·lícula va precedida per À Meia-Noite Levarei Sua Alma (1964) i Esta Noite Encarnarei no Teu Cadáver (1967).
Una escena de flashback de la pel·lícula revela que el jove Zé do Caixão (retratat a l'escena per Raymond Castile) va sobreviure després de submergir-se en un pantà al final de la pel·lícula anterior. Després de complir 40 anys en una sala mental de la presó, Zé do Caixão (José Mojica Marins) és alliberat als carrers de l'actual São Paulo. Immediatament després del seu alliberament, Zé do Caixão renova la seva obsessió de tota la vida per engendrar un fill masculí amb una dona que ell percep com a de qualitats excepcionals capaços de continuar amb la seva línia de sang, que sigui "superior" per sobre de tots els altres.

## Argument
Després de ser alliberat de la sala mental de la presó, Zé do Caixão és rebut a la porta pel seu vell i lleial servent Bruno (Rui Rezende), que el porta a un soterrani aïllat sota una favela a São Paulo. A més de Bruno, l'amagatall està poblat per quatre fanàtics que estan obsessionats amb la història i les idees de Zé do Caixão, i que han estat esperant i preparant la seva arribada per tal que el puguin servir fidelment. Després de qüestionar els seus motius i provar la seva lleialtat, Zé do Caixão ordena immediatament als seguidors que comencin a segrestar dones perquè pugui renovar la seva recerca assassina per "la continuació de la sang", la seva obsessió de tota la vida per trobar una dona perfecta que portarà el seu fill. La seva primera víctima és la Dra. Hilda (Cléo De Páris), una polèmica eugenesista que Bruno segresta. Zé do Caixão posa a prova la seva voluntat injectant-li drogues i té al·lucinacions de Zé do Caixão tallant-li les natges i presentant-li-les després de la qual cosa se les menja de bon grat. Mentrestant, el coronel Claudiomiro Pontes (Jece Valadão), un fervent capità de policia catòlic que guarda un antic rancor contra Zé do Caixão per encegar-li els ulls, i el Pare Eugênio (Milhem Cortaz), un sacerdot mentalment inestable (fill d'una de les víctimes anteriors de Zé do Caixão, el doctor Rudolfo a À Meia-Noite Levarei Sua Alma) s'assabenta de l'alliberament de Zé do Caixão i decideix unir forces per buscar Zé do Caixão i matar-lo una vegada per totes.
En la seva primera nit, Zé do Caixão comença a ser perseguit per visions fantasmals de les seves víctimes anteriors, incloses Terezinha i Lenita de À Meia-Noite Levarei Sua Alma, i Laura de Esta Noite Encarnarei no Teu Cadáver. No obstant això, es convenç a si mateix que són només la seva imaginació tot i que continuen perseguint-lo al llarg de la pel·lícula. Més tard destaca una jove gitana anomenada Elena (Nara Sakarê), que també ha estat intrigada amb ell des de la seva aparició a la favela. Les ties de l'Elena, Cabíria (Helena Ignez) i Lucrécia (Débora Muniz), sabent de la seva malvada història, realitzen un ritual per protegir l'Elena de Zé do Caixão i posar-li una maledicció. Després que Joe mata les dues ties, Elena s'ofereix a ell, encara que tenint relacions sexuals amb ella té una visió on es troba en una altra dimensió que és un laberint sagnant, semblant a l'intestí. Allà es troba amb una figura anomenada el Mistificador (José Celso Martinez Corrêa), que el porta a un paisatge àrid i surrealista anomenat Purgatori. El mistificador mostra a Zé do Caixão visions horribles de la depravació humana, el sofriment i la perversió, així com una figura femenina de la mort de Zé do Caixão. Molt pertorbat, Joe envia els seus seguidors a segrestar ràpidament diverses dones més i procedeix a torturar-les a través de proves sàdiques per posar a prova la seva resistència i voluntat de sucumbir a la seva superioritat.
Quan la policia troba l'amagatall de Zé do Caixão aquella nit, el troben desert, excepte per les horripilants restes de les seves víctimes. Zé escapa pel bosc fosc amb el coronel Pontes i el pare Eugênio darrere d'ell. Zé arriba al parc d'atraccions tancat, Playcenter, on mata els policies, però és ferit pel pare Eugênio, que empala Zé do Caixão pel cor amb un gran crucifix. Encara que alleujat pensant que ha matat a Zé do Caixão, el pare Eugênio és perseguit immediatament per les ombres i la veu de Zé do Caixão quan surt del parc d'atraccions. Quan el pare Eugênio marxa, apareix Elena. Ella treu el crucifix de Zé do Caixão, es treu la roba i té coit sexual amb ell. L'escena final té lloc al funeral de Zé do Caixão, on es revela que Zé do Caixão va aconseguir el seu objectiu al final, ja que les dones que van sobreviure a les seves proves, incloses Hilda i Elena, reunides al seu funeral, estan totes embarassades.

## Repartiment
- José Mojica Marins com a Zé do Caixão
- Jece Valadão com el coronel Claudiomiro Pontes
- Adriano Stuart com el capità Oswaldo Pontes
- Milhem Cortaz com el pare Eugênio
- Rui Rezende com a Bruno
- José Celso Martinez Corrêa com a Mystifier
- Cristina Aché com a Lucy Pontes
- Helena Ignez com a Cabíria
- Débora Muniz com a Lucrécia
- Thais Simi com a Maíra
- Cléo De Páris com a Dr. Hilda
- Nara Sakarê com a Elena
- Giulio Lopes com a Mario

## Recepció
Durant el Paulinia Film Festival, celebrat del 5 al 12 de juliol de 2008 a Paulinia, São Paulo, Brasil, va guanyar 7 de les 15 categories de pel·lícules de ficció. Marins va rebre el premi de la Crítica a la millor pel·lícula. Altres premis van ser millor fotografia (José Roberto Eliezer), millor muntatge de pel·lícula (Paulo Sacramento), millor muntatge de so (Ricardo Reis), millor banda sonora (André Abujamra i Márcio Nigro), millor direcció d'art (Cássio Amarante). Al XLI Festival Internacional de Cinema Fantàstic de Catalunya va guanyar el premi Carnet Jove - Midnight X-Treme.